# Carlo Ferrario (pittore)
Carlo Ferrario (Milano, 7 o 8 settembre 1833 – Milano, 12 maggio 1907) è stato uno scenografo, pittore e architetto italiano.

## Biografia
Nacque il 7 o l'8 settembre 1833 a Milano da Giuseppe Ferrario, maniscalco, e Francesca Basulli. Frequentò le scuole comunali di Sant'Antonio ma dovette presto trovare un'occupazione, finendo a lavorare in una fonderia di caratteri tipografici e poi come garzone di bottega per un decoratore locale.
Fin da giovane fu appassionato di rappresentazioni teatrali e assistette agli spettacoli nell'anfiteatro dei giardini pubblici. Nel 1852 si iscrisse ai corsi serali dell'Accademia di belle arti di Brera e già nel 1853 fu assunto presso il teatro alla Scala come assistente del direttore scenico Filippo Peroni, collaborando ai bozzetti di numerosi spettacoli. Contemporaneamente dipinse il velario del teatro di Teramo nel 1856 ed eseguì alcune scene per la compagnia di arte drammatica Dondini tra il 1863 e il 1864, mentre nel 1859 fu chiamato da Luigi Bisi a coprire il posto di assistente per l'insegnamento di prospettiva all'Accademia di Brera, succedendogli poi come titolare della cattedra alla sua morte nel 1886.
Nel 1867 fu nominato condirettore della scenografia al teatro alla Scala e l'anno successivo, col ritiro di Peroni dall'attività teatrale, divenne direttore unico della scenografia, rimanendo in carica per 11 anni, alternandosi con altri scenografi. Nello stesso periodo realizzò i sipari per il teatro Carcano (1872), per il teatro alla Scala (1880) e per il teatro Comunale di Bologna (1875) e curò l'allestimento del Mefistofele di Arrigo Boito; disegnò inoltre le scene dell'opera I dragoni di Villard di Aimé Maillart, rappresentata al teatro Santa Rodegonda di Milano, e nel 1878 curò la scenografia del Salvator Rosa di Antônio Carlos Gomes al teatro Argentina di Roma.
Lasciò il teatro scaligero nel 1881 per contrasti con l'impresa appaltatrice e passò al Carcano, dove realizzò tutti gli allestimenti ottenendo inoltre un grande successo che lo portò ad essere richiesto nei maggiori teatri italiani, tra cui il San Carlo di Napoli. Tornò alla Scala nel 1887 su richiesta di Giuseppe Verdi per curare le scene dell'Otello e nello stesso anno curò l'allestimento per la rappresentazione dell'opera verdiana al teatro dell'Opera di Roma; Ferrario fu infatti lo scenografo prediletto di Verdi, che era particolarmente esigente sul tema, per cui allestì diverse opere tra cui: Don Carlo (1868), La forza del destino (1869), Il trovatore (1870), I vespri siciliani (1875), La traviata (1877), il Falstaff (1893) e il Rigoletto (1894). Il suo lavoro fu particolarmente apprezzato, come dimostra anche l'ampia varietà di scenografie curate tra cui, oltre alle opere verdiane, figurano: La sonnambula di Vincenzo Bellini (1873), l'Anna Bolena di Gaetano Donizetti (1877), il Guglielmo Tell di Gioachino Rossini (1899) e I maestri cantori di Norimberga di Richard Wagner (1898).
Fu nominato direttore artistico del teatro alla Scala nel 1888, adoperandosi per il rinnovo dell'impianto tecnico e di illuminazione del palco, e tra il 1890 e il 1891 divenne direttore della scuola di scenografia. Già nel 1876 propose la creazione di un laboratorio tecnico-didattico per la formazione degli scenografi, che fu in attività dal 1877 al 1879 e poi nuovamente dal 1887. Al Museo teatrale alla Scala sono conservati circa 600 tra disegni e bozzetti per i suoi allestimenti scaligeri mentre altri si trovano conservati presso l'Archivio storico Ricordi, presso la Pinacoteca di Brera o in raccolte private.
Fu anche un pittore di paesaggi e interni, eseguendo dipinti ad olio e acquarello, nonché aspirante architetto. Espose a Parma nel 1870 presso la prima Mostra italiana di belle arti, presentando tra gli altri un progetto in sei tavole per la nuova facciata del duomo di Milano, che gli valse nel 1883 il premio Canonica, poi a Torino nel 1880 presso la quarta Esposizione di belle arti e a Firenze presso la prima Esposizione internazionale della Società Donatello. Insieme a Giuseppe Bertini eseguì alcune decorazioni nelle sale di palazzo Turati e dipinse un fregio sulla facciata di palazzo Weill-Schott a Milano; dipinse inoltre alcuni ornamenti nella chiesa di San Siro a Lomazzo e nei teatri di Teramo, Sondrio, Verona oltre che presso il teatro nazionale del Costa Rica.
Nel 1882 partecipò al primo concorso mondiale per il monumento a Vittorio Emanuele II a Roma, per il quale ottenne una medaglia d'oro; si presentò anche al secondo concorso con un progetto architettonico in gesso con statue plasmate dallo scultore Vincenzo Vela ma il modello giunse a Roma in frantumi e non poté essere esaminato dalla commissione giudicatrice.
Morì a Milano il 12 maggio 1907.